# Skikrate
Le skikrate est une pâtisserie traditionnelle algérienne sans cuisson, composée de noix de coco, sucre glace et beurre, et fourrée avec une farce à base de gâteaux secs et confiture.
Les skikrate sont en forme de losange et très colorés. 